# Trachythorax longialatus
Trachythorax longialatus är en insektsart som beskrevs av Cai 1989. Trachythorax longialatus ingår i släktet Trachythorax och familjen Diapheromeridae. Inga underarter finns listade i Catalogue of Life.